# Ring Almelo
De Ring Almelo is een ringweg die om het centraal gelegen gedeelte van de stad Almelo ligt. De ring is op 13 oktober 2006 voltooid als gesloten ring en werd met het laatste ontbrekende gedeelte, de Nijreessingel, geopend.

## Gedeelten van de ringweg
De ring volgt de volgende singels (van noord naar zuid, met de klok mee):
- Van Rechteren Limpurgsingel (tot de omlegging van de N349 onderdeel van de N743)
- Nijreessingel
- Weezebeeksingel (tot de opening van de A35 tussen Almelo-Zuid en Wierden onderdeel van de N35)
- Schuilenburgsingel (tot de omlegging van de N349 onderdeel van de N349, tot de opening van de N36 tussen Vriezenveen en Wierden onderdeel van de N36)
- Bleskolksingel (tot de omlegging van de N349 onderdeel van de N349, tot de opening van de N36 tussen Vriezenveen en Wierden onderdeel van de N36)

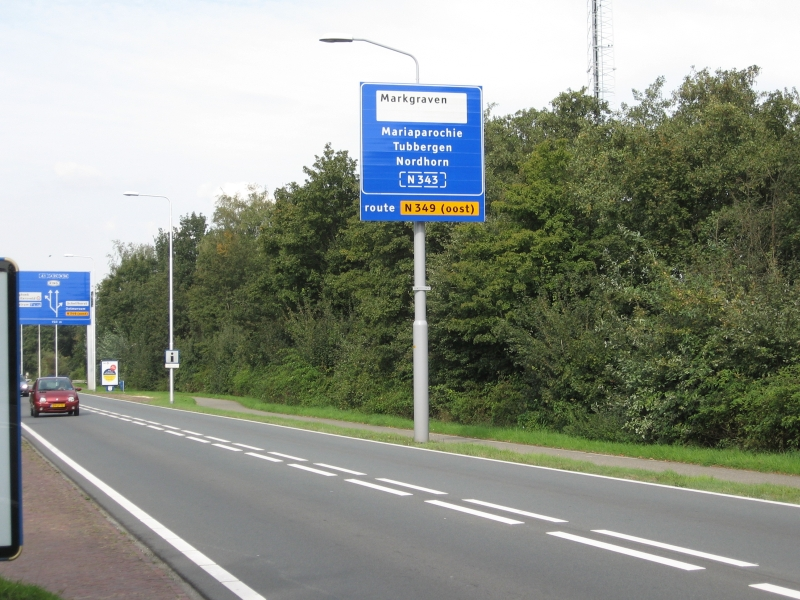
De Almelose Ring ter hoogte van de Van Rechteren Limpurgsingel.

Almelo · Almere · Alkmaar · Alphen aan den Rijn · Apeldoorn · Assen · Barendrecht · Bergen op Zoom · Den Haag · Dordrecht · Eindhoven · Enschede · Groningen · 's-Hertogenbosch · Hilversum · Hoofddorp · Houten · Leeuwarden · Oud-Beijerland · Parkstad Limburg · Sneek · Tilburg · Utrecht · Weert · Zoetermeer · Zwolle

Ringwegen geheel uitgevoerd als autosnelweg: Amsterdam · Rotterdam

Opgeheven: Maastricht